# Dịch vụ lưu trữ video
Một dịch vụ lưu trữ video cho phép các cá nhân tải lên và chia sẻ video cá nhân, doanh nghiệp hoặc miễn phí để xem chúng một cách hợp pháp. Người dùng sẽ tải lên thông qua trang web dịch vụ lưu trữ của các ứng dụng điện thoại di động hoặc máy tính để bàn hoặc thông qua hàm API. Nội dung video tải lên có thể là bất cứ điều gì từ các video clip ngắn cho đến các bộ phim độ dài đầy đủ. Các máy chủ video sau đó sẽ lưu trữ video trên máy chủ của nó, và hiển thị các kiểu mã nhúng khác nhau hoặc liên kết để cho phép những người khác xem video này. Các trang web được sử dụng chủ yếu như các trang web lưu trữ video, thường được gọi là trang web chia sẻ video.

## Ảnh hưởng
Với sự phổ biến ngày càng tăng của công nghệ và Internet trong cuộc sống hàng ngày, video lưu trữ các dịch vụ phục vụ như là một cổng thông tin với các hình thức khác nhau của giải trí, cho dù đó là phim hài, chương trình, trò chơi, hoặc âm nhạc. Nội dung có thể là do người dùng tạo hoặc sử dụng làm sản phẩm thương mại. Các ngành công nghiệp giải trí hiện nay sử dụng phương tiện này để phát hành nhạc và video cũng như phim ảnh và chương trình truyền hình trực tiếp cho công chúng. Kể từ khi nhiều người dùng không có không gian web không giới hạn, hoặc như là một dịch vụ thanh toán, hoặc thông qua một nghị ISP, video dịch vụ lưu trữ đang trở nên ngày càng phổ biến, đặc biệt là với sự bùng nổ phổ biến của các blog, diễn đàn internet, và các trang tương tác khác.
Các thị trường đại chúng dành cho điện thoại di động có tích hợp sẵn máy ảnh đã làm tăng nguồn cung cấp video do người dùng tạo ra. Phương pháp truyền thống phân phối các video cá nhân, chẳng hạn như thực hiện một DVD để hiển thị cho bạn bè ở nhà là không phù hợp với độ phân giải thấp và dung lượng lớn của tệp tin video được quay trên điện thoại có tích hợp sẵn camera. Ngược lại, các kết nối Internet băng thông rộng hiện nay đang rất thích hợp để phục vụ cho chất lượng hình ảnh của video trên điện thoại di động. Hầu hết mọi người không sở hữu các máy chủ web, và điều này đã tạo ra nhu cầu cho các trang lưu trữ video của người dùng tự tạo nội dung.

## Mục đích của các host video (cho người dùng)
- Mục đích của các host video (cho người dùng) Tiết kiệm băng thông và chi phí lưu trữ, thường được miễn phí hoàn toàn.
- Tạo một nơi phổ biến cho người dùng cập nhật thông tin và giải trí qua video.
- Tạo ra cộng đồng người theo dõi video trục tuyến
- Hãy trải nghiệm rắc rối - miễn phí, nơi tải video và streaming hoặc nhúng sẽ thường đòi hỏi kiến thức lập trình tiên tiến. Nó giờ đây đã dễ dàng đạt được thông qua một trình duyệt web cho những người có ít kinh nghiệm về lập trình.

## Lịch sử của các dịch vụ video lưu trữ
Trước khi Vimeo và sau đó YouTube thay đổi cách thức video được lưu trữ trên web, người đầu tiên video internet trang web lưu trữ là shareyourworld.com. Cũng giống như các dịch vụ lưu trữ hiện đại, nó cho phép người dùng tải lên các clip hoặc video đầy đủ theo các định dạng tập tin khác nhau. Nó được Chase Norlin thành lập vào năm 1997 cho đến khi đóng cửa năm 2001 do vấn đề tài chính và băng thông.

## Hỗ trợ định dạng video miễn phí
Một số trang web thích sử dụng các định dạng video mở như Ogg hay WebM. Xem thêm VP9 và HTML5 -TV và video phần mềm miễn phí. Đặc biệt, cộng đồng Wikipedia ủng hộ định dạng Ogg và một số các trang web hiện nay hỗ trợ tìm kiếm đặc biệt cho video WebM.

## Vấn đề bản quyền
Trên một số trang web, người sử dụng chia sẻ toàn bộ phim bằng cách phân tách chúng thành các phân đoạn có kích thước giới hạn độ dài video được áp đặt bởi các trang web (ví dụ như một giới hạn chiều dài video 15 phút). Một thực tế đang nổi lên là cho người dùng để xáo trộn các tiêu đề của bộ phim nhựa mà họ chia sẻ bằng cách cung cấp một danh hiệu có thể nhận diện bởi con người, nhưng sẽ không phù hợp trên các công cụ tìm kiếm chuẩn. Nó không phải ngay cả trong tất cả các trường hợp rõ ràng cho người sử dụng nếu một video được cung cấp là một sự vi phạm bản quyền.

## Video lưu trữ di động
Một ứng dụng gần đây hơn của các dịch vụ video lưu trữ trong điện thoại di động web 2.0 đấu trường, nơi video và nội dung di động khác có thể được gửi đến, và dễ dàng truy cập bằng thiết bị di động. đâu vao Trong khi một số dịch vụ lưu trữ video như DaCast và Ustream đã phát triển phương tiện mà video có thể được xem trên các thiết bị di động, điện thoại di động theo định hướng dựa trên web cho các dịch vụ video hosting đó có tiếp cận bình đẳng và khả năng định hướng máy tính để bàn các dịch vụ web vẫn chưa được phát triển. Một phần mềm trực tuyến sống di động được gọi Qik cho phép người dùng tải video từ điện thoại di động của họ với internet. Các video sau đó sẽ được lưu trữ trực tuyến và có thể được chia sẻ với các trang web mạng xã hội khác nhau như Twitter, Facebook và YouTube. Video sẽ được lưu trữ trên các máy chủ và có thể được nhìn từ cả hai thiết bị di động và các trang web.

## Tìm hiểu
- Danh sách các dịch vụ video lưu trữ
- So sánh các dịch vụ video lưu trữ
- Flash videos
- Phương tiện truyền thông
- Nền tảng video trực tuyến